# Proof of Life (Scott Stapp)
Proof of Life è il secondo album da solista di Scott Stapp, pubblicato il 5 novembre 2013 dalla Wind-up Records.
Viene pubblicato dopo otto anni da The Great Divide, conosciuto principalmente per essere il cantante del gruppo hard rock statunitense Creed.
Dall'album è stato estratto il singolo Slow Suicide, pubblicato l'8 novembre 2013.

## Tracce
1. Slow Suicide – 3:27
2. Who I Am – 2:34
3. Proof of Life – 3:48
4. New Day Coming – 3:46
5. Only One – 4:46
6. Break Out – 3:39
7. Hit Me More – 3:25
8. Jesus Was a Rockstar – 3:28
9. What Would Love Do – 4:31
10. Crash – 4:16
11. Dying to Live – 4:06

Tracce bonus nella Best Buy Exclusive
1. Beautiful Cage – 3:28
2. Real Love – 3:48

## Formazione
- Scott Stapp - voce
- Phil X - chitarra
- Tim Pierce - chitarra
- Scott Stevens - chitarra, cori
- John Paul Nesheiwat - chitarra
- Paul Bushnell - basso
- Kenny Arnoff - batteria
- Josh Freese - batteria